# Liste der Nummer-eins-Hits in Südkorea (2016)
Dies ist eine Liste der Nummer-eins-Hits in Südkorea im Jahr 2016, basierend auf den offiziellen Gaon Charts.

## Singles
| ← 2015 ← | Liste der Nummer-eins-Hits in Südkorea | Liste der Nummer-eins-Hits in Südkorea       | Liste der Nummer-eins-Hits in Südkorea                             | 2017 → |
| \| Zeitraum \| Wo. ges. \| Interpret \| Titel Autor(en) \| Zusätzliche Informationen \| \| (Zeitraum, Wochen auf Platz eins, Interpret, Titel, Autor[en], zusätzliche Informationen) \| \| \| \| \| \| ----------------------------------------------------------------------------------------- \| -------- \| -------------------------------------------- \| ------------------------------------------------------------------ \| ------------------------------------------------------------------------------------------------------------------------------------------------------------------------------- \| \| 27. Dezember 2015 – 2. Januar 2016 1 Woche \| 1 \| 개리 feat. 개코 / Gary feat. Gaeko \| 또 하루 / Lonely Night \| – \| \| 3. Januar 2016 – 23. Januar 2016 3 Wochen \| 3 \| 수지 & 백현 / Suzy & Baekhyun \| Dream \| – \| \| 24. Januar 2016 – 30. Januar 2016 1 Woche \| 1 \| 지코 / Zico \| 너는 나 나는 너 / I Am You, You Are Me \| – \| \| 31. Januar 2016 – 6. Februar 2016 1 Woche \| 1 \| 김태연 / Taeyeon \| Rain \| – \| \| 7. Februar 2016 – 20. Februar 2016 2 Wochen \| 2 \| 여자친구 / GFriend \| 시간을 달려서 / Rough \| – \| \| 21. Februar 2016 – 27. Februar 2016 1 Woche \| 1 \| 첸 & 펀치 / Chen & Punch \| Everytime \| Musik aus der Fernsehserie Descendents of the Sun, gesungen von Chen von der Band Exo und der durch mehrere Soundtrack-Songs bekannt gewordenen Sängerin und Rapperin Punch.[1] \| \| 28. Februar 2016 – 5. März 2016 1 Woche \| 1 \| 마마무 / Mamamoo \| 넌 is 뭔들 / You’re the Best \| – \| \| 6. März 2016 – 12. März 2016 1 Woche \| 1 \| 다비치 / Davichi \| 이 사랑 / This Love \| Ein weiterer Nummer-eins-Hit aus der Fernsehserie Descendents of the Sun \| \| 13. März 2016 – 19. März 2016 1 Woche \| 1 \| 거미 / Gummy \| You Are My Everything \| Aus dem vierten Teil von Descendents of the Sun. \| \| 20. März 2016 – 26. März 2016 1 Woche \| 1 \| 케이윌 / K. Will \| 말해! 뭐해? / Talk Love \| Die Serie Descendents of the Sun war inzwischen beim sechsten Teil angekommen. \| \| 27. März 2016 – 2. April 2016 1 Woche \| 1 \| 장범준 / Jang Beom June \| 사랑에 빠졌죠 (당신만이) / Fallen in Love (Only with You) \| – \| \| 3. April 2016 – 9. April 2016 1 Woche \| 1 \| 십센치 / 10 cm \| 봄이 좋냐?? / What the Spring?? \| – \| \| 10. April 2016 – 16. April 2016 1 Woche \| 1 \| 준수 / Xia \| How Can I Love You \| Descendents of the Sun Folge 10 \| \| 17. April 2016 – 23. April 2016 1 Woche \| 1 \| 정은지 feat. 하림 / Jung Eun-ji feat. Hareem \| 하늘바라기 / Hopefully Sky \| – \| \| 24. April 2016 – 30. April 2016 1 Woche (insgesamt 3) \| 3 \| 트와이스 / Twice \| Cheer Up \| – \| \| 1. Mai 2016 – 7. Mai 2016 1 Woche \| 1 \| 악동뮤지션 / Akmu \| Re-Bye \| – \| \| 8. Mai 2016 – 21. Mai 2016 2 Wochen (insgesamt 3) \| 3 \| 트와이스 / Twice \| Cheer Up \| – \| \| 22. Mai 2016 – 28. Mai 2016 1 Woche \| 1 \| 백아연 / Baek A-yeon \| 쏘쏘 / So-So \| – \| \| 29. Mai 2016 – 4. Juni 2016 1 Woche \| 1 \| 어반 자카파 / Urban Zakapa \| 널 사랑하지 않아 / I Don’t Love You \| – \| \| 5. Juni 2016 – 11. Juni 2016 1 Woche \| 1 \| Exo \| Monster \| – \| \| 12. Juni 2016 – 18. Juni 2016 1 Woche \| 1 \| 로꼬, 그레이 / Loco & Gray feat. ELO \| Good \| – \| \| 19. Juni 2016 – 25. Juni 2016 1 Woche \| 1 \| 씨스타 / Sistar \| I Like That \| – \| \| 26. Juni 2016 – 2. Juli 2016 1 Woche \| 1 \| 사이먼 도미닉 / Simon Dominic \| 맘 편히 / Comfortable \| – \| \| 3. Juli 2016 – 9. Juli 2016 1 Woche (insgesamt 2) \| 2 \| 원더걸스 / Wonder Girls \| Why So Lonely \| – \| \| 10. Juli 2016 – 23. Juli 2016 2 Wochen \| 2 \| 여자친구 / GFriend \| 너 그리고 나 / Navillera \| – \| \| 24. Juli 2016 – 30. Juli 2016 1 Woche (insgesamt 2) \| 2 \| 원더걸스 / Wonder Girls \| Why So Lonely \| – \| \| 31. Juli 2016 – 6. August 2016 1 Woche \| 1 \| 스탠딩 에그 / Standing Egg \| 여름밤에 우린 / Summer Night You and I \| – \| \| 7. August 2016 – 20. August 2016 2 Wochen \| 2 \| 블랙핑크 / Blackpink \| 휘파람 / Whistle \| – \| \| 21. August 2016 – 27. August 2016 1 Woche \| 1 \| 에일리 / Ailee \| If You \| – \| \| 28. August 2016 – 3. September 2016 1 Woche \| 1 \| 한동근 / Han Dong Geun \| 이 소설의 끝을 다시 써보려 해 / Making a New Ending for This Story \| – \| \| 4. September 2016 – 24. September 2016 3 Wochen \| 3 \| 임창정 / Im Chang-jung \| 내가 저지른 사랑 / The Love I Committed \| – \| \| 25. September 2016 – 1. Oktober 2016 1 Woche \| 1 \| 박효신 / Park Hyo-shin \| 숨 / Breath \| – \| \| 2. Oktober 2016 – 8. Oktober 2016 1 Woche \| 1 \| 젝스키스 / Sechskies \| 세 단어 / Three Words \| – \| \| 9. Oktober 2016 – 15. Oktober 2016 1 Woche \| 1 \| 방탄소년단 / BTS \| 피 땀 눈물 / Blood, Sweat & Tears \| – \| \| 16. Oktober 2016 – 22. Oktober 2016 1 Woche \| 1 \| 아이오아이 / I.O.I \| 너무너무너무 / Very, Very, Very \| – \| \| 23. Oktober 2016 – 19. November 2016 4 Wochen \| 4 \| 트와이스 / Twice \| TT \| – \| \| 20. November 2016 – 26. November 2016 1 Woche \| 1 \| 희철 & 민경훈 / Hee-chul & Min Kyung-hoon \| 나비잠 / Sweet Dream \| – \| \| 27. November 2016 – 3. Dezember 2016 1 Woche \| 1 \| 정승환 / Jung Seung-hwan \| 이 바보야 / The Fool \| – \| \| 4. Dezember 2016 – 10. Dezember 2016 1 Woche \| 1 \| 헤이즈 / Heize \| 저 별 / Star \| – \| \| 11. Dezember 2016 – 31. Dezember 2016 3 Wochen \| 3 \| 빅뱅 / Big Bang \| 에라 모르겠다 / Fxxk It \| – \| |                                        |                                              |                                                                    | |
| ← 2015 |                                        |                                              |                                                                    | → 2017 → |
| Zeitraum | Wo. ges.                               | Interpret                                    | Titel Autor(en)                                                    | Zusätzliche Informationen |
| (Zeitraum, Wochen auf Platz eins, Interpret, Titel, Autor[en], zusätzliche Informationen) |                                        |                                              |                                                                    | |
| 27. Dezember 2015 – 2. Januar 2016 1 Woche | 1                                      | 개리 feat. 개코 / Gary feat. Gaeko           | 또 하루 / Lonely Night                                             | – |
| 3. Januar 2016 – 23. Januar 2016 3 Wochen | 3                                      | 수지 & 백현 / Suzy & Baekhyun                | Dream                                                              | – |
| 24. Januar 2016 – 30. Januar 2016 1 Woche | 1                                      | 지코 / Zico                                  | 너는 나 나는 너 / I Am You, You Are Me                             | – |
| 31. Januar 2016 – 6. Februar 2016 1 Woche | 1                                      | 김태연 / Taeyeon                             | Rain                                                               | – |
| 7. Februar 2016 – 20. Februar 2016 2 Wochen | 2                                      | 여자친구 / GFriend                           | 시간을 달려서 / Rough                                              | – |
| 21. Februar 2016 – 27. Februar 2016 1 Woche | 1                                      | 첸 & 펀치 / Chen & Punch                     | Everytime                                                          | Musik aus der Fernsehserie Descendents of the Sun, gesungen von Chen von der Band Exo und der durch mehrere Soundtrack-Songs bekannt gewordenen Sängerin und Rapperin Punch. |
| 28. Februar 2016 – 5. März 2016 1 Woche | 1                                      | 마마무 / Mamamoo                             | 넌 is 뭔들 / You’re the Best                                       | – |
| 6. März 2016 – 12. März 2016 1 Woche | 1                                      | 다비치 / Davichi                             | 이 사랑 / This Love                                                | Ein weiterer Nummer-eins-Hit aus der Fernsehserie Descendents of the Sun |
| 13. März 2016 – 19. März 2016 1 Woche | 1                                      | 거미 / Gummy                                 | You Are My Everything                                              | Aus dem vierten Teil von Descendents of the Sun. |
| 20. März 2016 – 26. März 2016 1 Woche | 1                                      | 케이윌 / K. Will                             | 말해! 뭐해? / Talk Love                                            | Die Serie Descendents of the Sun war inzwischen beim sechsten Teil angekommen.                                                                                               |
| 27. März 2016 – 2. April 2016 1 Woche | 1                                      | 장범준 / Jang Beom June                      | 사랑에 빠졌죠 (당신만이) / Fallen in Love (Only with You)          | – |
| 3. April 2016 – 9. April 2016 1 Woche | 1                                      | 십센치 / 10 cm                               | 봄이 좋냐?? / What the Spring??                                    | – |
| 10. April 2016 – 16. April 2016 1 Woche | 1                                      | 준수 / Xia                                   | How Can I Love You                                                 | Descendents of the Sun Folge 10 |
| 17. April 2016 – 23. April 2016 1 Woche | 1                                      | 정은지 feat. 하림 / Jung Eun-ji feat. Hareem | 하늘바라기 / Hopefully Sky                                         | – |
| 24. April 2016 – 30. April 2016 1 Woche (insgesamt 3) | 3                                      | 트와이스 / Twice                             | Cheer Up                                                           | – |
| 1. Mai 2016 – 7. Mai 2016 1 Woche | 1                                      | 악동뮤지션 / Akmu                            | Re-Bye                                                             | – |
| 8. Mai 2016 – 21. Mai 2016 2 Wochen (insgesamt 3) | 3                                      | 트와이스 / Twice                             | Cheer Up                                                           | – |
| 22. Mai 2016 – 28. Mai 2016 1 Woche | 1                                      | 백아연 / Baek A-yeon                         | 쏘쏘 / So-So                                                       | – |
| 29. Mai 2016 – 4. Juni 2016 1 Woche | 1                                      | 어반 자카파 / Urban Zakapa                   | 널 사랑하지 않아 / I Don’t Love You                                | – |
| 5. Juni 2016 – 11. Juni 2016 1 Woche | 1                                      | Exo                                          | Monster                                                            | – |
| 12. Juni 2016 – 18. Juni 2016 1 Woche | 1                                      | 로꼬, 그레이 / Loco & Gray feat. ELO         | Good                                                               | – |
| 19. Juni 2016 – 25. Juni 2016 1 Woche | 1                                      | 씨스타 / Sistar                              | I Like That                                                        | – |
| 26. Juni 2016 – 2. Juli 2016 1 Woche | 1                                      | 사이먼 도미닉 / Simon Dominic                | 맘 편히 / Comfortable                                              | – |
| 3. Juli 2016 – 9. Juli 2016 1 Woche (insgesamt 2) | 2                                      | 원더걸스 / Wonder Girls                      | Why So Lonely                                                      | – |
| 10. Juli 2016 – 23. Juli 2016 2 Wochen | 2                                      | 여자친구 / GFriend                           | 너 그리고 나 / Navillera                                           | – |
| 24. Juli 2016 – 30. Juli 2016 1 Woche (insgesamt 2) | 2                                      | 원더걸스 / Wonder Girls                      | Why So Lonely                                                      | – |
| 31. Juli 2016 – 6. August 2016 1 Woche | 1                                      | 스탠딩 에그 / Standing Egg                   | 여름밤에 우린 / Summer Night You and I                             | – |
| 7. August 2016 – 20. August 2016 2 Wochen | 2                                      | 블랙핑크 / Blackpink                         | 휘파람 / Whistle                                                   | – |
| 21. August 2016 – 27. August 2016 1 Woche | 1                                      | 에일리 / Ailee                               | If You                                                             | – |
| 28. August 2016 – 3. September 2016 1 Woche | 1                                      | 한동근 / Han Dong Geun                       | 이 소설의 끝을 다시 써보려 해 / Making a New Ending for This Story | – |
| 4. September 2016 – 24. September 2016 3 Wochen | 3                                      | 임창정 / Im Chang-jung                       | 내가 저지른 사랑 / The Love I Committed                            | – |
| 25. September 2016 – 1. Oktober 2016 1 Woche | 1                                      | 박효신 / Park Hyo-shin                       | 숨 / Breath                                                        | – |
| 2. Oktober 2016 – 8. Oktober 2016 1 Woche | 1                                      | 젝스키스 / Sechskies                         | 세 단어 / Three Words                                              | – |
| 9. Oktober 2016 – 15. Oktober 2016 1 Woche | 1                                      | 방탄소년단 / BTS                             | 피 땀 눈물 / Blood, Sweat & Tears                                  | – |
| 16. Oktober 2016 – 22. Oktober 2016 1 Woche | 1                                      | 아이오아이 / I.O.I                           | 너무너무너무 / Very, Very, Very                                    | – |
| 23. Oktober 2016 – 19. November 2016 4 Wochen | 4                                      | 트와이스 / Twice                             | TT                                                                 | – |
| 20. November 2016 – 26. November 2016 1 Woche | 1                                      | 희철 & 민경훈 / Hee-chul & Min Kyung-hoon    | 나비잠 / Sweet Dream                                               | – |
| 27. November 2016 – 3. Dezember 2016 1 Woche | 1                                      | 정승환 / Jung Seung-hwan                     | 이 바보야 / The Fool                                               | – |
| 4. Dezember 2016 – 10. Dezember 2016 1 Woche | 1                                      | 헤이즈 / Heize                               | 저 별 / Star                                                       | – |
| 11. Dezember 2016 – 31. Dezember 2016 3 Wochen | 3                                      | 빅뱅 / Big Bang                              | 에라 모르겠다 / Fxxk It                                            | – |

## Alben
| ← 2015 ← | Liste der Nummer-eins-Hits in Südkorea | Liste der Nummer-eins-Hits in Südkorea | Liste der Nummer-eins-Hits in Südkorea                    | 2017 →                                                                                 |
| \| Zeitraum \| Wo. ges. \| Interpret \| Titel \| Zusätzliche Informationen \| \| (Zeitraum, Wochen auf Platz eins, Interpret, Titel, zusätzliche Informationen) \| \| \| \| \| \| ------------------------------------------------------------------------------ \| -------- \| ----------------------------- \| --------------------------------------------------------- \| -------------------------------------------------------------------------------------- \| \| 27. Dezember 2015 – 2. Januar 2016 1 Woche (insgesamt 3) \| 3 \| Exo \| Sing for You (Korean Ver.) \| – \| \| 3. Januar 2016 – 9. Januar 2016 1 Woche (insgesamt 2) \| 2 \| 방탄소년단 / BTS \| 화양연화 pt.2 / In the Mood for Love Pt. 2 \| – \| \| 10. Januar 2016 – 16. Januar 2016 1 Woche \| 1 \| 수지 & 백현 / Suzy & Baekhyun \| Dream \| – \| \| 17. Januar 2016 – 23. Januar 2016 1 Woche \| 1 \| 틴 탑 / Teen Top \| Red Point \| – \| \| 24. Januar 2016 – 30. Januar 2016 1 Woche \| 1 \| 려욱 / Ryeowook \| 어린왕자 / The Little Prince (The 1st Mini Album) \| Erste Solo-EP eines der zahlreichen Mitglieder von Super Junior. \| \| 31. Januar 2016 – 6. Februar 2016 1 Woche \| 1 \| 위너 / Winner \| Exit: E \| – \| \| 7. Februar 2016 – 20. Februar 2016 2 Wochen \| 2 \| 김재중 / Kim Jae-joonhg \| No.X \| – \| \| 21. Februar 2016 – 5. März 2016 2 Wochen \| 2 \| 태민 / Lee Tae-min \| Press It (The 1st Album) \| – \| \| 6. März 2016 – 12. März 2016 1 Woche (insgesamt 2) \| 2 \| 방탄소년단 / BTS \| 화양연화 pt.1 / The Most Beautiful Moment in Life, Part 1 \| – \| \| 13. März 2016 – 19. März 2016 1 Woche \| 1 \| 레드벨벳 / Red Velvet \| The Velvet – The 2nd Mini Album \| – \| \| 20. März 2016 – 26. März 2016 1 Woche \| 1 \| 갓세븐 / Got7 \| Flight Log: Departure \| – \| \| 27. März 2016 – 2. April 2016 1 Woche \| 1 \| 비투비 / BtoB \| Remember That \| – \| \| 3. April 2016 – 9. April 2016 1 Woche \| 1 \| 씨엔블루 / CN Blue \| Blueming \| – \| \| 10. April 2016 – 16. April 2016 1 Woche \| 1 \| 블락비 / Block B \| Blooming Period \| – \| \| 17. April 2016 – 23. April 2016 1 Woche \| 1 \| 빅스 / VIXX \| Zelos \| – \| \| 24. April 2016 – 30. April 2016 1 Woche \| 1 \| 세븐틴 / Seventeen \| Love & Letter \| – \| \| 1. Mai 2016 – 14. Mai 2016 2 Wochen \| 2 \| 방탄소년단 / BTS \| 화양연화 / Young Forever \| – \| \| 15. Mai 2016 – 21. Mai 2016 1 Woche \| 1 \| 제시카 / Jessica \| With Love, J \| – \| \| 22. Mai 2016 – 28. Mai 2016 1 Woche \| 1 \| 종현 / Jonghyun \| 좋아 / She Is – The 1st Album \| – \| \| 29. Mai 2016 – 4. Juni 2016 1 Woche \| 1 \| 준수 / Xia \| Xignature \| – \| \| 5. Juni 2016 – 25. Juni 2016 3 Wochen \| 3 \| Exo \| Ex’Act – The 3rd Album (Korean Ver.) \| – \| \| 26. Juni 2016 – 2. Juli 2016 1 Woche \| 1 \| 김태연 / Taeyeon \| Why – The 2nd Mini Album \| – \| \| 3. Juli 2016 – 9. Juli 2016 1 Woche \| 1 \| 비스트 / Beast \| Highlight \| – \| \| 10. Juli 2016 – 16. Juli 2016 1 Woche \| 1 \| 세븐틴 / Seventeen \| Love & Letter – Repackage Album \| – \| \| 17. Juli 2016 – 23. Juli 2016 1 Woche \| 1 \| FT아일랜드 / FT Island \| Where’s the Truth? – FT Island 6th Album \| – \| \| 24. Juli 2016 – 30. Juli 2016 1 Woche \| 1 \| NCT 127 \| NCT #127 – The 1st Mini Album \| – \| \| 31. Juli 2016 – 6. August 2016 1 Woche \| 1 \| 오마이걸 / Oh My Girl \| 내 얘길 들어봐 / Listen to My Word \| – \| \| 7. August 2016 – 13. August 2016 1 Woche (insgesamt 2) \| 2 \| 빅스 / VIXX \| Hades \| – \| \| 14. August 2016 – 20. August 2016 1 Woche \| 1 \| Exo \| Lotto – The 3rd Album Repackage (Korean Ver.) \| – \| \| 21. August 2016 – 27. August 2016 1 Woche (insgesamt 2) \| 2 \| 빅스 / VIXX \| Hades \| – \| \| 28. August 2016 – 3. September 2016 1 Woche \| 1 \| 업텐션 / Up10tion \| Summer Go! \| – \| \| 4. September 2016 – 10. September 2016 1 Woche \| 1 \| 레드벨벳 / Red Velvet \| Russian Roulette - The 3rd Mini Album \| – \| \| 11. September 2016 – 17. September 2016 1 Woche \| 1 \| 2PM \| Gentlemen’s Game \| – \| \| 18. September 2016 – 24. September 2016 1 Woche \| 1 \| 인피니트 / Infinite \| Infinite Only \| – \| \| 25. September 2016 – 1. Oktober 2016 1 Woche \| 1 \| Got7 \| Flight Log: Turbulence \| – \| \| 2. Oktober 2016 – 8. Oktober 2016 1 Woche \| 1 \| 샤이니 / Shinee \| 1 of 1 – The 5th Album \| – \| \| 9. Oktober 2016 – 22. Oktober 2016 2 Wochen \| 2 \| 방탄소년단 / BTS \| Wings \| – \| \| 23. Oktober 2016 – 29. Oktober 2016 1 Woche (insgesamt 2) \| 2 \| 트와이스 / Twice \| Twicecoaster: Lane 1 \| – \| \| 30. Oktober 2016 – 5. November 2016 1 Woche \| 1 \| 방탄소년단 / Exo-CBX \| Hey Mama! – The 1st Mini Album \| Erfolgreiches Unterprojekt der Band Exo mit den Mitgliedern Chen, Baekhyun und Xiumin. \| \| 6. November 2016 – 12. November 2016 1 Woche \| 1 \| 레이 / Lay \| Lose Control – The 1st Mini Album \| – \| \| 13. November 2016 – 19. November 2016 1 Woche \| 1 \| 샤이니 / Shinee \| 1 of 1 – The 5th Album Repackage \| – \| \| 20. November 2016 – 26. November 2016 1 Woche \| 1 \| 업텐션 / Up10tion \| Burst \| – \| \| 27. November 2016 – 3. Dezember 2016 1 Woche \| 1 \| B1A4 \| Good Timing \| – \| \| 4. Dezember 2016 – 10. Dezember 2016 1 Woche \| 1 \| 세븐틴 / Seventeen \| Going Seventeen – 3rd Mini Album \| – \| \| 11. Dezember 2016 – 17. Dezember 2016 1 Woche \| 1 \| 제시카 / Jessica \| Wonderland \| – \| \| 18. Dezember 2016 – 24. Dezember 2016 1 Woche \| 1 \| Exo \| For Life – 겨울 스페셜 앨범, 2016 \| – \| \| 25. Dezember 2016 – 31. Dezember 2016 1 Woche (insgesamt 2) \| 2 \| 트와이스 / Twice \| Twicecoaster – Lane 1 \| – \| |                                        |                                        |                                                           |                                                                                        |
| ← 2015 |                                        |                                        |                                                           | → 2017 →                                                                               |
| Zeitraum | Wo. ges.                               | Interpret                              | Titel                                                     | Zusätzliche Informationen                                                              |
| (Zeitraum, Wochen auf Platz eins, Interpret, Titel, zusätzliche Informationen) |                                        |                                        |                                                           |                                                                                        |
| 27. Dezember 2015 – 2. Januar 2016 1 Woche (insgesamt 3) | 3                                      | Exo                                    | Sing for You (Korean Ver.)                                | –                                                                                      |
| 3. Januar 2016 – 9. Januar 2016 1 Woche (insgesamt 2) | 2                                      | 방탄소년단 / BTS                       | 화양연화 pt.2 / In the Mood for Love Pt. 2                | –                                                                                      |
| 10. Januar 2016 – 16. Januar 2016 1 Woche | 1                                      | 수지 & 백현 / Suzy & Baekhyun          | Dream                                                     | –                                                                                      |
| 17. Januar 2016 – 23. Januar 2016 1 Woche | 1                                      | 틴 탑 / Teen Top                       | Red Point                                                 | –                                                                                      |
| 24. Januar 2016 – 30. Januar 2016 1 Woche | 1                                      | 려욱 / Ryeowook                        | 어린왕자 / The Little Prince (The 1st Mini Album)         | Erste Solo-EP eines der zahlreichen Mitglieder von Super Junior.                       |
| 31. Januar 2016 – 6. Februar 2016 1 Woche | 1                                      | 위너 / Winner                          | Exit: E                                                   | –                                                                                      |
| 7. Februar 2016 – 20. Februar 2016 2 Wochen | 2                                      | 김재중 / Kim Jae-joonhg                | No.X                                                      | –                                                                                      |
| 21. Februar 2016 – 5. März 2016 2 Wochen | 2                                      | 태민 / Lee Tae-min                     | Press It (The 1st Album)                                  | –                                                                                      |
| 6. März 2016 – 12. März 2016 1 Woche (insgesamt 2) | 2                                      | 방탄소년단 / BTS                       | 화양연화 pt.1 / The Most Beautiful Moment in Life, Part 1 | –                                                                                      |
| 13. März 2016 – 19. März 2016 1 Woche | 1                                      | 레드벨벳 / Red Velvet                  | The Velvet – The 2nd Mini Album                           | –                                                                                      |
| 20. März 2016 – 26. März 2016 1 Woche | 1                                      | 갓세븐 / Got7                          | Flight Log: Departure                                     | –                                                                                      |
| 27. März 2016 – 2. April 2016 1 Woche | 1                                      | 비투비 / BtoB                          | Remember That                                             | –                                                                                      |
| 3. April 2016 – 9. April 2016 1 Woche | 1                                      | 씨엔블루 / CN Blue                     | Blueming                                                  | –                                                                                      |
| 10. April 2016 – 16. April 2016 1 Woche | 1                                      | 블락비 / Block B                       | Blooming Period                                           | –                                                                                      |
| 17. April 2016 – 23. April 2016 1 Woche | 1                                      | 빅스 / VIXX                            | Zelos                                                     | –                                                                                      |
| 24. April 2016 – 30. April 2016 1 Woche | 1                                      | 세븐틴 / Seventeen                     | Love & Letter                                             | –                                                                                      |
| 1. Mai 2016 – 14. Mai 2016 2 Wochen | 2                                      | 방탄소년단 / BTS                       | 화양연화 / Young Forever                                  | –                                                                                      |
| 15. Mai 2016 – 21. Mai 2016 1 Woche | 1                                      | 제시카 / Jessica                       | With Love, J                                              | –                                                                                      |
| 22. Mai 2016 – 28. Mai 2016 1 Woche | 1                                      | 종현 / Jonghyun                        | 좋아 / She Is – The 1st Album                             | –                                                                                      |
| 29. Mai 2016 – 4. Juni 2016 1 Woche | 1                                      | 준수 / Xia                             | Xignature                                                 | –                                                                                      |
| 5. Juni 2016 – 25. Juni 2016 3 Wochen | 3                                      | Exo                                    | Ex’Act – The 3rd Album (Korean Ver.)                      | –                                                                                      |
| 26. Juni 2016 – 2. Juli 2016 1 Woche | 1                                      | 김태연 / Taeyeon                       | Why – The 2nd Mini Album                                  | –                                                                                      |
| 3. Juli 2016 – 9. Juli 2016 1 Woche | 1                                      | 비스트 / Beast                         | Highlight                                                 | –                                                                                      |
| 10. Juli 2016 – 16. Juli 2016 1 Woche | 1                                      | 세븐틴 / Seventeen                     | Love & Letter – Repackage Album                           | –                                                                                      |
| 17. Juli 2016 – 23. Juli 2016 1 Woche | 1                                      | FT아일랜드 / FT Island                 | Where’s the Truth? – FT Island 6th Album                  | –                                                                                      |
| 24. Juli 2016 – 30. Juli 2016 1 Woche | 1                                      | NCT 127                                | NCT #127 – The 1st Mini Album                             | –                                                                                      |
| 31. Juli 2016 – 6. August 2016 1 Woche | 1                                      | 오마이걸 / Oh My Girl                  | 내 얘길 들어봐 / Listen to My Word                        | –                                                                                      |
| 7. August 2016 – 13. August 2016 1 Woche (insgesamt 2) | 2                                      | 빅스 / VIXX                            | Hades                                                     | –                                                                                      |
| 14. August 2016 – 20. August 2016 1 Woche | 1                                      | Exo                                    | Lotto – The 3rd Album Repackage (Korean Ver.)             | –                                                                                      |
| 21. August 2016 – 27. August 2016 1 Woche (insgesamt 2) | 2                                      | 빅스 / VIXX                            | Hades                                                     | –                                                                                      |
| 28. August 2016 – 3. September 2016 1 Woche | 1                                      | 업텐션 / Up10tion                      | Summer Go!                                                | –                                                                                      |
| 4. September 2016 – 10. September 2016 1 Woche | 1                                      | 레드벨벳 / Red Velvet                  | Russian Roulette - The 3rd Mini Album                     | –                                                                                      |
| 11. September 2016 – 17. September 2016 1 Woche | 1                                      | 2PM                                    | Gentlemen’s Game                                          | –                                                                                      |
| 18. September 2016 – 24. September 2016 1 Woche | 1                                      | 인피니트 / Infinite                    | Infinite Only                                             | –                                                                                      |
| 25. September 2016 – 1. Oktober 2016 1 Woche | 1                                      | Got7                                   | Flight Log: Turbulence                                    | –                                                                                      |
| 2. Oktober 2016 – 8. Oktober 2016 1 Woche | 1                                      | 샤이니 / Shinee                        | 1 of 1 – The 5th Album                                    | –                                                                                      |
| 9. Oktober 2016 – 22. Oktober 2016 2 Wochen | 2                                      | 방탄소년단 / BTS                       | Wings                                                     | –                                                                                      |
| 23. Oktober 2016 – 29. Oktober 2016 1 Woche (insgesamt 2) | 2                                      | 트와이스 / Twice                       | Twicecoaster: Lane 1                                      | –                                                                                      |
| 30. Oktober 2016 – 5. November 2016 1 Woche | 1                                      | 방탄소년단 / Exo-CBX                   | Hey Mama! – The 1st Mini Album                            | Erfolgreiches Unterprojekt der Band Exo mit den Mitgliedern Chen, Baekhyun und Xiumin. |
| 6. November 2016 – 12. November 2016 1 Woche | 1                                      | 레이 / Lay                             | Lose Control – The 1st Mini Album                         | –                                                                                      |
| 13. November 2016 – 19. November 2016 1 Woche | 1                                      | 샤이니 / Shinee                        | 1 of 1 – The 5th Album Repackage                          | –                                                                                      |
| 20. November 2016 – 26. November 2016 1 Woche | 1                                      | 업텐션 / Up10tion                      | Burst                                                     | –                                                                                      |
| 27. November 2016 – 3. Dezember 2016 1 Woche | 1                                      | B1A4                                   | Good Timing                                               | –                                                                                      |
| 4. Dezember 2016 – 10. Dezember 2016 1 Woche | 1                                      | 세븐틴 / Seventeen                     | Going Seventeen – 3rd Mini Album                          | –                                                                                      |
| 11. Dezember 2016 – 17. Dezember 2016 1 Woche | 1                                      | 제시카 / Jessica                       | Wonderland                                                | –                                                                                      |
| 18. Dezember 2016 – 24. Dezember 2016 1 Woche | 1                                      | Exo                                    | For Life – 겨울 스페셜 앨범, 2016                         | –                                                                                      |
| 25. Dezember 2016 – 31. Dezember 2016 1 Woche (insgesamt 2) | 2                                      | 트와이스 / Twice                       | Twicecoaster – Lane 1                                     | –                                                                                      |

## Jahreshitparaden
| ← 2015 ← | Liste der Nummer-eins-Hits in Südkorea | Liste der Nummer-eins-Hits in Südkorea | Liste der Nummer-eins-Hits in Südkorea | 2017 →   |
| \| Singles \| Position# \| Alben \| \| ------------------------------------------------ \| --------- \| ----------------------------- \| \| Cheer Up Twice \| 1 \| Wings BTS \| \| Anywhere MC the Max \| 2 \| EX’ACT (Korean Ver.) Exo \| \| Rough GFRIEND \| 3 \| For Life Exo \| \| This Love Davichi \| 4 \| Young Forever BTS \| \| I Don't Love You Urban Zakapa \| 5 \| TWICEcoaster _ LANE 1 Twice \| \| You Are My Everything Gummy \| 6 \| You Are My Everything EXO-CBX \| \| I Am You, You Are Me Zico \| 7 \| Lose Control Lay \| \| Making a New Ending for this Story Han Dong Geun \| 8 \| EX’ACT (Chinese Ver.) Exo \| \| The Love I Committed Im Chang-jung \| 9 \| Lotto Exo \| \| Always Yoon Mi-rae \| 10 \| FLIGHT LOG _ TURBULENCE Got7 \| |                                        |                                        |                                        |          |
| ← 2015 |                                        |                                        |                                        | → 2017 → |
| Singles | Position#                              | Alben                                  |                                        |          |
| Cheer Up Twice | 1                                      | Wings BTS                              |                                        |          |
| Anywhere MC the Max | 2                                      | EX’ACT (Korean Ver.) Exo               |                                        |          |
| Rough GFRIEND | 3                                      | For Life Exo                           |                                        |          |
| This Love Davichi | 4                                      | Young Forever BTS                      |                                        |          |
| I Don't Love You Urban Zakapa | 5                                      | TWICEcoaster _ LANE 1 Twice            |                                        |          |
| You Are My Everything Gummy | 6                                      | You Are My Everything EXO-CBX          |                                        |          |
| I Am You, You Are Me Zico | 7                                      | Lose Control Lay                       |                                        |          |
| Making a New Ending for this Story Han Dong Geun | 8                                      | EX’ACT (Chinese Ver.) Exo              |                                        |          |
| The Love I Committed Im Chang-jung | 9                                      | Lotto Exo                              |                                        |          |
| Always Yoon Mi-rae | 10                                     | FLIGHT LOG _ TURBULENCE Got7           |                                        |          |